# Exsonvaldes
Exsonvaldes est un groupe de pop et rock français, originaire de Paris. Formé en 2001, le groupe tourne en France, Espagne, Belgique, Suisse et Allemagne jusqu'à leur pause en 2017. Il se reforme en 2023.

## Biographie
Exsonvaldes est formé en 2001. Le nom du groupe, inspiré de l'Exxon Valdez, est choisi pour sa sonorité, et modifié pour en faire un nom propre. Les quatre membres fondateurs du groupe, Simon, Antoine, Guillaume et Martin, se sont rencontrés à l'université. Influencés dans leur adolescence par des groupes tels que Nirvana ou Radiohead, Exsonvaldes sort son premier album, Time We Spent Together en 2004 sur le label Noise Digger. Pour la tournée de ce premier album, le groupe joue notamment avec les Belges Girls in Hawaii, et donne plus d'une centaine de concerts en France,, notamment au Printemps de Bourges, en Belgique, Suisse et au Luxembourg.
Leur deuxième album Near the Edge of Something Beautiful, enregistré à Paris et réalisé par Alex Firla (Phoenix, Air), sort en France en mars 2009 chez Volvox Music (Green Ufos en Espagne, Cargo Records en Allemagne, Flake Records au Japon) et est très bien accueilli par la presse (Libération, Les Inrockuptibles, Magic ou encore sur le web,,). Au cours de la tournée de ce deuxième album en France, Espagne et Allemagne, Exsonvaldes inaugure en parallèle un cycle de concerts acoustiques en appartements de plus de cinquante dates,. À la suite de la tournée et de ces concerts en appartements, le groupe sort l'album acoustique There's No Place Like Homes en janvier 2010.
En mars 2013, Exsonvaldes sort son troisième véritable album intitulé Lights, toujours réalisé par Alex Firla, qui contient pour la première fois trois titres en français dont le single, L'Aérotrain. Le clip de ce single, réalisé par Naël Marandin, intègre des images d'archives pour ressusciter l'Aérotrain. Le clip du premier single en anglais Days, tourné en plan séquence, a été salué pour sa créativité notamment par Jonathan Ive, le designer d'Apple. Le quatrième album du groupe, Aranda, sort le 3 mars 2016. Produit par Alex Firla, il a été en partie enregistré en Espagne (où le groupe rencontre un grand succès), dans la ville d'Aranda De Duero. Il contient deux duos avec la chanteuse espagnole Helena Miquel, du groupe Facto Delafé y las Flores Azules.
En 2017, le groupe annonce qu'il se met en pause pour une durée indéterminée. En 2018, Simon Beaudoux et Martin Chourrout forment le groupe Ravages.

## Style musical et influences
Le groupe trace son style musical d'abord dans le domaine du rock puis en développant leur sensibilité pop au fil des albums. Leurs influences viennent à la fois de la scène musicale belge et indépendant américaine[réf. nécessaire].

## Membres

### Membres actuels
- Simon Beaudoux - chant, guitare
- Antoine Bernard - clavier, guitare, basse, chœurs
- Martin Chourrout - batterie, clavier

### Membres en concert
- Quentin Rochas - basse
- Noé Russeil - basse

### Anciens membres
- Guillaume Gratel - basse
- Cyrille Nobilet - basse
- Jérôme Arrighi - basse